# Iatmul
Iatmul est le nom d'un peuple mélanésien de Nouvelle-Guinée. Ses quelque 10 000 horticulteurs-pêcheurs habitent depuis plus de deux siècles un vaste territoire marécageux autour du cours moyen du fleuve Sepik. Leur société a été étudiée par le couple d'ethnologues américains Margaret Mead et Gregory Bateson dans les années 1930.

## Localisation

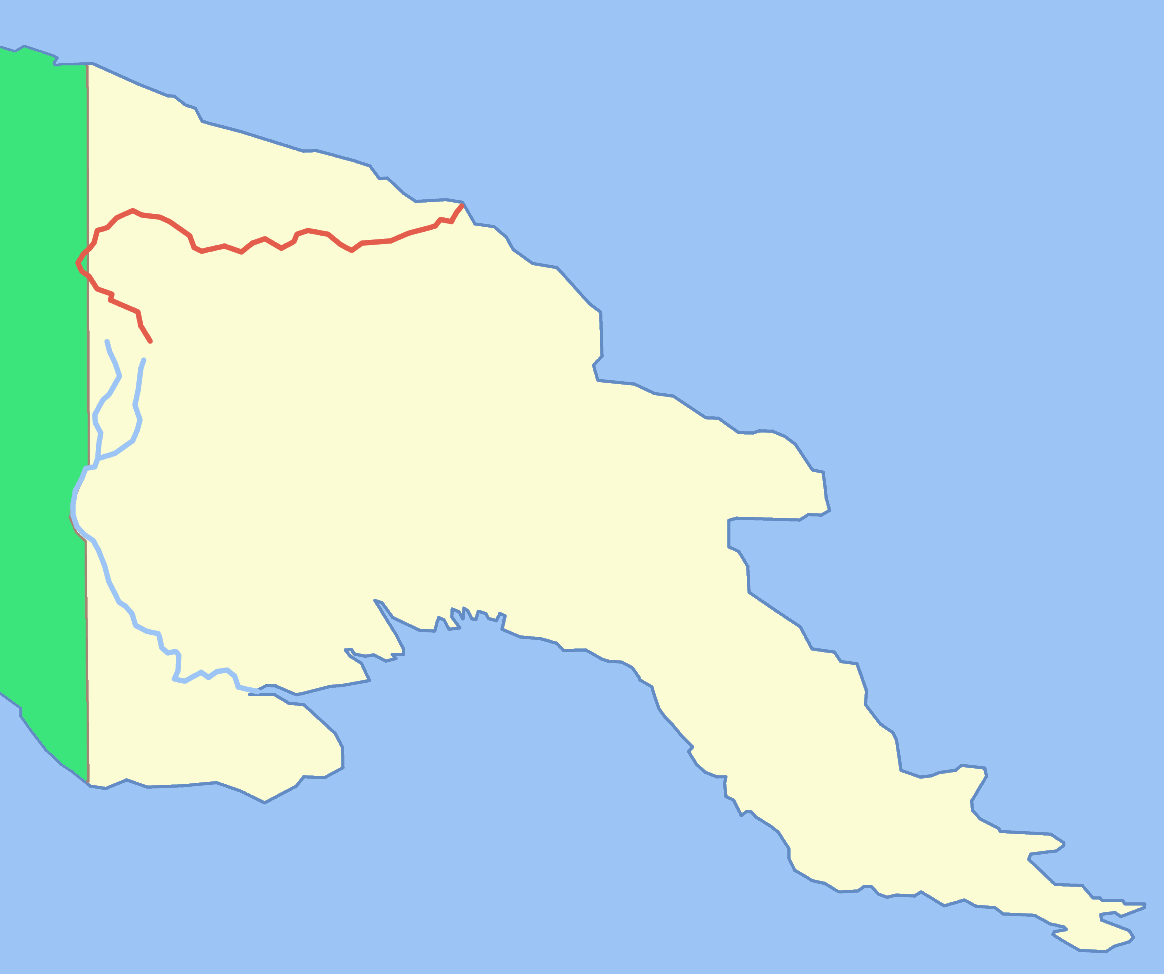
Localisation du Sepik.

Les Iatmul vivent le long du cours moyen du fleuve Sepik, le plus long cours d'eau de Nouvelle-Guinée, qui se jette dans la mer de Bismarck. Leur territoire, dans la province administrative du Sepik oriental, est une vaste zone humide, souvent couverte de marais.

## Organisation
La société iatmul est constituée de trois groupes, chacun doté d'institutions spécifiques :
- les Nyaura en amont du fleuve
- les Palimbeï au centre
- les Woliagwi en aval

Ils vivent regroupés dans une vingtaine ou une trentaine de villages entourés de jardins sur les berges limoneuses mouvantes du fleuve. Pêcheurs et cultivateurs, ils commercent avec les peuples arboricoles voisins : les Chawos au nord, avec qui ils troquent traditionnellement leur surplus de poisson contre de la farine de sagou, et au sud les Blackwater, Kovenmas et Chambris — se procurant auprès de ces derniers objets en pierre et sacs tissés. Dans cet environnement, les Iatmul constituent le groupe le plus important et le plus solide.
Chawos et Iatmul en particulier vivent en totale confiance, comme une unité adaptée à leur environnement instable mais riche en ressources : les Chawos vivent dans des hameaux cachés dans les marécages, où ils peuvent cultiver à l'abri des dangers ; les villages iatmul sont perchés sur les berges, exposés aux agresseurs venus du fleuve. Deux faces d'une même culture, qui partagent leur nourriture et leurs cérémonies.
La population de chaque village est divisée en deux moitiés à système de filiation patrilinéaires endogames : les Nyamanemba, dont le totem est associé à la terre et à la nuit, et les Nyawinemba, liés au soleil et au jour. Chaque moitié est scindée en clans patrilinéaires, eux-mêmes subdivisés en paires de sous-clans exogames dont la filiation remonte à une paire de frères. Au sein d'une lignée, une proximité entre grands-parents et petits-enfants constitue une division supplémentaire en générations alternées, les mbapmas. Les unions sont patrilocales et peuvent être polygynes.
La maison cérémonielle du village est construite au milieu d'une grande place et réservée aux hommes initiés. C'est un bâtiment imposant, qui peut atteindre 15 mètres de haut et 60 mètres de long, souvent orné de bois sculptés représentant des crocodiles ou des ancêtres. Elle symbolise la couverture protectrice des ancêtres et représente une énorme ancêtre féminine. Elle est le cœur de l’activité politique, magique, guerrière et cérémonielle. Elle est séparée en deux zones, Ndamandeko et Ngumbungeko, affectées respectivement aux deux groupes totémiques. Dans ce système, chaque groupe est lui-même scindé en deux sous-groupes initiatiques dont l'un est successivement l'aîné de l'autre (c'est la mort de la majorité des hommes de haut rang d'un sous-groupe qui provoque l'alternance).
Chaque village se considère comme l'équivalent symbolique d'un crocodile, et est rituellement et militairement autonome. Les décisions du village sont prises par le groupe d'hommes les plus anciens de chaque lignage, les tshidjali (ou big men). Leurs débats se tiennent autour d'un tabouret d'orateur, dont le dossier représente un personnage masculin et qu'on orne pour l'occasion de fleurs d'hibiscus rouge et blanche, représentant les deux composantes totémiques de la communauté.
Les divers groupes étaient jusqu'au milieu du XXe siècle en conflits permanents, cherchant à collecter les têtes coupées de leurs ennemis pour assurer la prospérité de leur propre communauté (l'abandon de cette pratique est signalé par Gregory Bateson dès 1930). Des alliances peuvent se former ou se défaire entre les villages.
Les femmes pêchent, s'occupent des enfants et nourrissent la famille. Elles détiennent le pouvoir économique et tiennent en main les échanges commerciaux. Elles sont tenues à des interdictions pendant leurs règles (marcher ou s'asseoir dans certaines zones du village, par exemple). Aux hommes échoient la responsabilité de la défense du territoire et les cérémonies rituelles ; ils travaillent les jardins et de nos jours sculptent des objets qui seront vendus aux touristes.
Les Iatmul se déplacent sur le Sepik en pirogue monoxyle, instrument de pêche, moyen de transport des personnes et des marchandises d'un village à l'autre. Creusées dans des troncs d'arbre, les pirogues se confondent avec l'ancêtre crocodile primordial dans l'univers mythique des Iatmul.

## Pratiques culturelles

### Langue
Les Iatmul parlent entre eux le iatmul, une des langues papoues de la famille des langues ndu.

### Cosmogonie

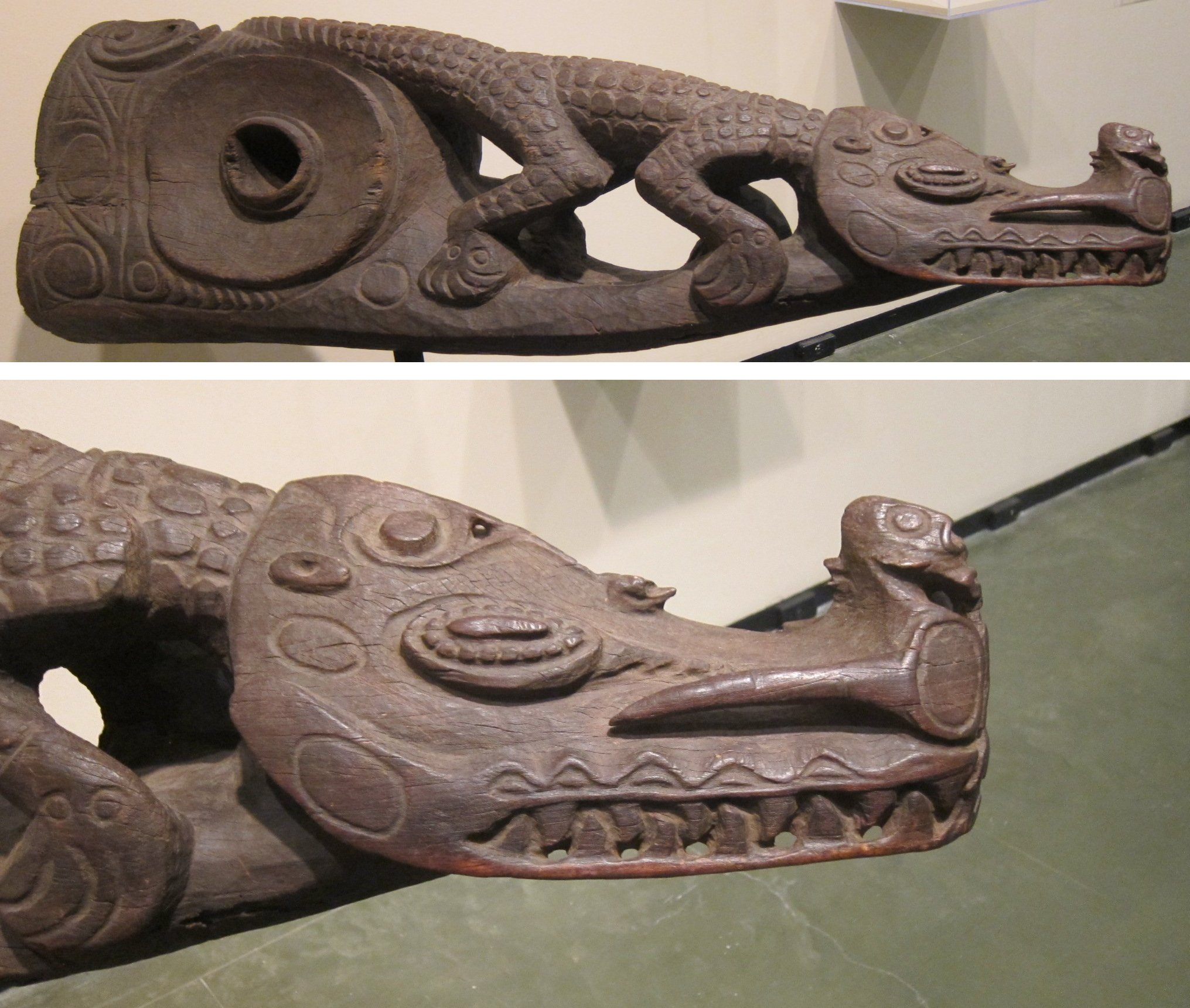
Crocodiles de bois sculptés.

À l'origine était une mer primitive, dont une terre émergea quand le vent eut repoussé les vagues (ou selon un autre mythe, après qu'un crocodile géant eut remué la queue, la terre s’agglomérant autour de lui en une première butte). Ainsi serait née la Terre. Une fosse profonde s'ouvrit, et la première génération d'esprits ancestraux et de héros culturels en sortirent. Où les ancêtres marchaient dans leurs migrations mythiques, la terre apparaissait, et les ancêtres donnaient leurs noms aux arbres, montagnes, étoiles, villages, etc. Cette fosse primitive serait située près du village Gaikarobi, dans le territoire des Sawos. Un des premiers villages créé aurait été Shotmeri, duquel les ancêtres se dispersèrent ensuite pour fonder chacun des villages actuels. Les traces des migrations des différents groupes sont conservées dans des contes connus des initiés, codifiées en une longue chaîne de noms polysyllabiques appelés tsagi,,,.
Le crocodile, ancêtre mythologique et animal emblématique du peuple Iatmul, est de fait omniprésent : dans les cérémonies rituelles, dans les motifs de décoration des objets du quotidien, dans les scarifications initiatiques, etc.

### Rituels

#### Rite d'initiation

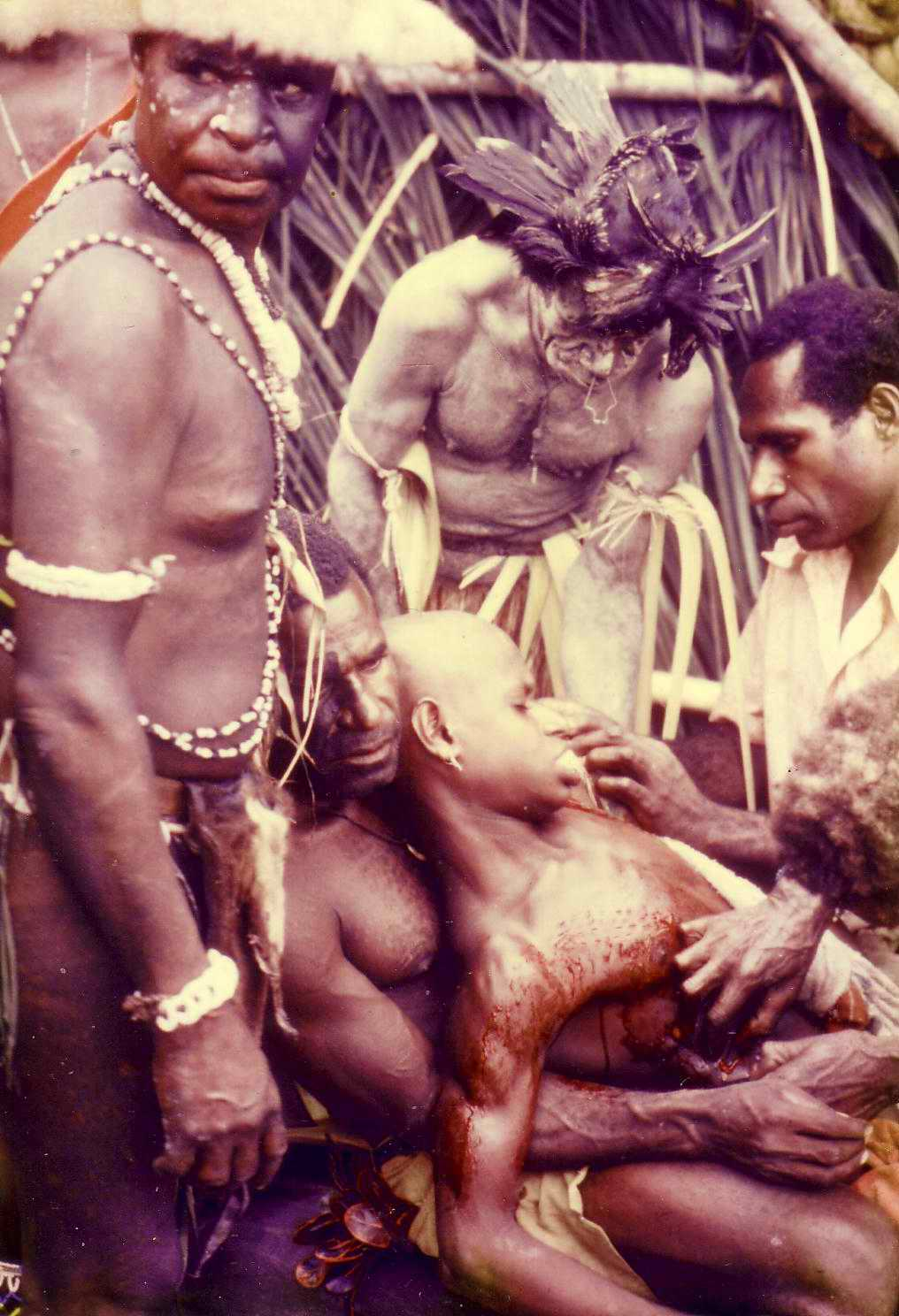
Cérémonie de scarification initiatique dans la région du Sepik.

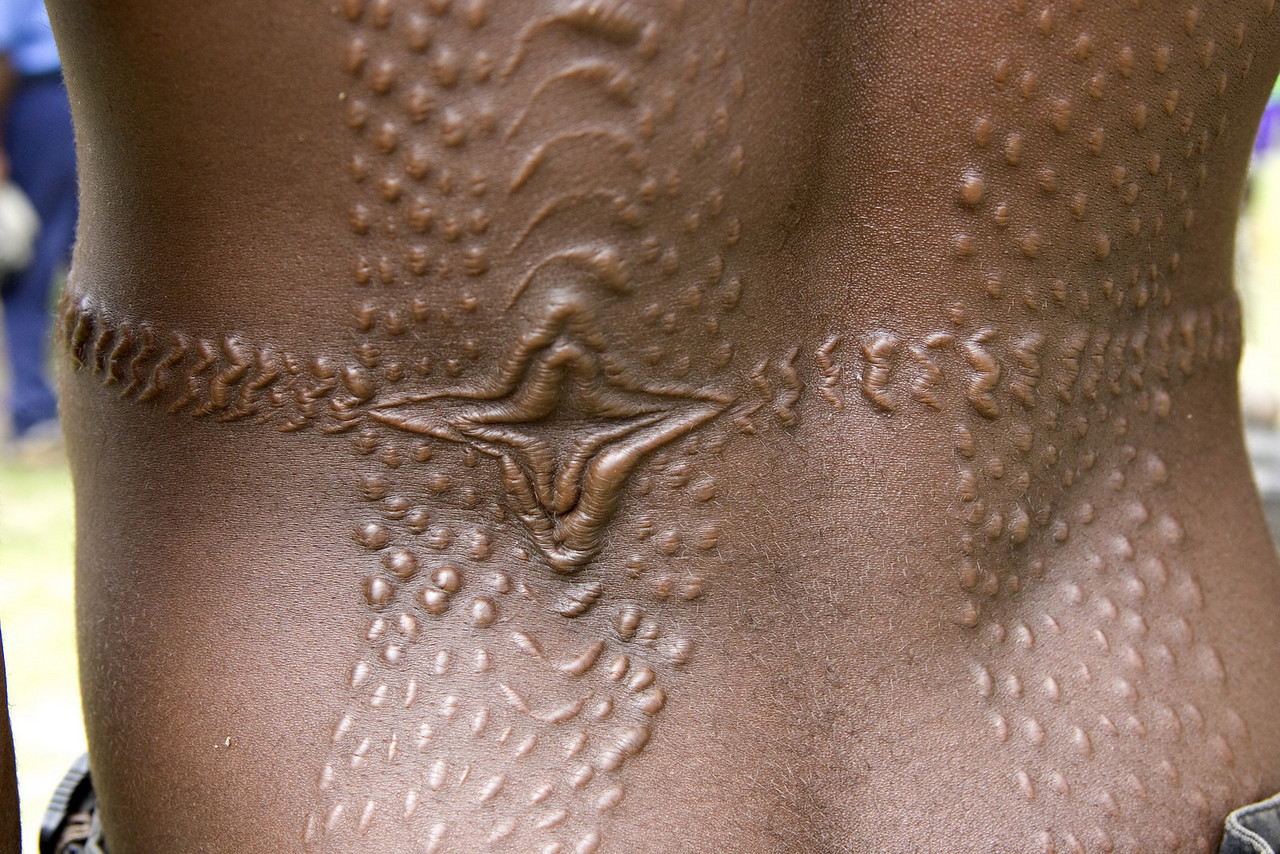
La « morsure du crocodile », marque des initiés.

Plusieurs Occidentaux ont pu assister aux rites d'initiations des jeunes hommes iatmul : s'ils sont tabous pour les femmes et les enfants des clans qui doivent être maintenus dans l'ignorance, au moins apparente, de ce qui s'y déroule, il n'y a pas d'interdit visant les Blancs.
Dans leur conception de la grossesse, les Iatmul considèrent que les fœtus pré-existent, et que l'homme et la femme ne font que les nourrir avant leur naissance, l'un avec son sperme l'autre avec son sang. Le sperme est ce qui permet aux os de se former, partie noble du corps qui subsistera après la mort ; le sang de la femme forme la chair de l'enfant. Pendant la prime enfance, le père ne touche ni ne nomme le garçon : l'initiation est le moment où l'homme reprend ses droits sur l'enfant mâle. Le rite vise donc à le « purger du sang de sa mère » dont il a été nourri, et qui « deviendrait dangereux » à l'âge adulte.
L'interprétation commune du rite d'initiation veut que l'esprit d'un crocodile géant avale les adolescents : c'est marqués des morsures du saurien qu'ils ressortiront de la Maison des esprits.
Les adolescents, nus, sont portés dans la maison cérémonielle où ils passent pour la première fois la nuit. Un adulte procède alors à de multiples incisions du torse et du dos du jeune homme, maintenu par un parent, utilisant traditionnellement des feuilles de bambou, au début du XXIe siècle une lame de cutter. Le lendemain, on pose sur les plaies de l'huile de nqwat, aux vertus antalgiques et cicatrisantes. Puis les jeunes gens sont entièrement recouverts de kaolin gris. Pour favoriser la formation de chéloïdes, les incisions sont rouvertes à trois reprises. Plusieurs cérémonies, repas et fêtes s'ensuivent, jusqu'à la libération des initiés près d'un mois plus tard.
Ceux-ci ont alors accès à tous les savoirs des hommes : ils peuvent apprendre les mythes, les techniques, les savoirs, la magie, l'utilisation des instruments de musique, l'organisation des cérémonies. L’art de la guerre, enseigné autrefois, est remplacé au début du XXe siècle par une information sur la régulation des naissances.

#### Naven
Le rituel nommé Naven a été largement étudié par Gregory Bateson. Il permet d'honorer les premiers exploits d'un enfant : jouer d'un instrument de musique, tuer un animal ou un étranger pour un garçon, confectionner une galette de sagou ou pêcher un poisson pour une fille.
Naven, en iatmul, signifie « se montrer ». Lors de cette cérémonie, les hommes se travestissent en femme et vice-versa, de façon parodique et caricaturale. À une phase de dérision où s'exprime l'hostilité des genres, succède une période calme, sérieuse et parfois mélancolique :

« À cette occasion, les frères de la mère, vêtus de vieilles jupes de fibre, parodiaient la féminité, tandis que les sœurs du père, parées de beaux atours masculins, se pavanaient, ayant à la main le bâtonnet à chaux (pour chiquer le bétel) de leur mari et le frappant sur une boîte pour produire un bruit caractéristique qui exprime l'autorité et la fierté du mâle. »

Houseman et Severi distinguent trois variantes de naven
- celui, étudié par Bateson, où l'oncle maternel de l'enfant revêt un déguisement féminin grotesque et offre de la nourriture à l'enfant en adoptant des poses qui le ridiculisent à dessein ;
- celui où la mère de l'enfant se déguise en l'ancêtre totémique et exécute une danse de séduction débridée à l'intention de son enfant ;
- celui enfin, destiné à célébrer le premier homicide, où plusieurs groupes de femmes se travestissent tour à tour en hommes et rivalisent devant le jeune meurtrier dans un mélange de défi sexuel et d'agression guerrière[14].

Le déroulement des naven du premier type est selon Bateson toujours identique :
1. la mère (nyame) de l'enfant se dénude ;
2. l'oncle maternel (wau) s'habille en costume féminin grotesque et prend pour le rituel le nom de nyame. Il poursuit l'enfant en lui présentant de la nourriture. Si l'enfant est un garçon, il s'exclame « toi, mon mari ! » en frottant son postérieur contre sa jambe ; si c'est une fille, il simule son accouchement.
3. la sœur du père (yau), somptueusement vêtue en homme, prend pour nom nyai (père) ou yau-ndo (sœur de père masculine) et bat l'enfant ;
4. l'épouse du frère aîné de l'enfant (tsaishi, qui devient tsaishi-ndo, épouse masculine du frère aîné, ou simplement nyamun, frère aîné) et l'épouse du frère aîné de son père se comportent de la même façon que yau ;
5. la sœur de l'enfant, dénommée nyanggai-ndo (sœur masculine) porte aussi un splendide costume masculin.

### Art
Les sculptures sur bois des Iatmul sont réputées pour leur beauté et leur complexité. Leurs maisons cérémonielles sont parmi les plus richement décorées de Papouasie.

## Évolution
Le christianisme est au début du XXIe siècle fortement implanté. La société s'est monétarisée, le travail salarié s'est développé et beaucoup de Iatmul ont émigré vers les villes. La chasse aux têtes a disparu vers le milieu du XXe siècle, mais l'essentiel de la culture a été maintenu, notamment le raven et les pratiques d'initiation.

## Origine occidentale du nom
Le mot « Iatmul » a été choisi par Gregory Bateson pour nommer ce peuple pendant sa première expédition anthropologique parmi le groupe linguistique à la fin des années 1920. Il écrit en 1932 avoir « adopté Iatmul comme nom générique de ce peuple. Mais je me demande si j'ai eu raison ».
Le groupe linguistique complet, dispersé sur 100 km de rives du Sepik, se reconnait sous le nom de Iatmul-Iambonai, où Iambon se réfère au village le plus amont, et Iatmul caractérise un seul petit clan, du village de Midimbit.